# Fréquence 4
Fréquence 4 (Frecuencia 04, en sintonía con tu libertad) est une telenovela argentine en 120 épisodes de 45 minutes, créée par le scénariste Claudio Lacelli, et diffusée du 19 avril 2004 au 6 octobre 2004 sur la chaîne Telefe.
En France, elle a été diffusée en 2006 sur Filles TV.

## Synopsis
La série décrit la vie quotidienne de jeunes argentins, pratiquant la danse, le théâtre ou la musique.

## Distribution
- Ludovico Di Santo (es) (VFB : Mathieu Moreau) : Jagger
- Florencia Otero (VFB : Mélanie Dermont): Florence
- Arturo Frutos (VFB : Valéry Bendjilali) : Fisu
- Natalie Pérez (VFB : Laetitia Liénart) : Nataly
- Agustina Quinci (VF : Monika Lawinska) : Renée
- Sebastián Francini (VFB : Alessandro Bevilacqua) : Maxi
- Juana Repetto (es) (VFB : Claire Tefnin) : Eva
- Nicolás Fernández Llorente (VFB : Émilie Guillaume) : Nico
- Gonzalo Heredia (es) (VFB : Frédéric Meaux) : Pedro
- Nora Albajari : Majo
- Esteban Colletti (VFB : Esteban Coletti) : Lucas
- Camila Fiardi Mazza (VFB : Aaricia Dubois) : Ailín
- Diego Vicos (VFB : Xavier Percy) : El Colo
- Guadalupe Álvarez Luchia : Malvina
- Emanuel Arias : Nacho
- Juan D'Andre (VFB : Philippe Allard) : Juan
- Juan Diego West (es) : El Negro
- Gastón Dalmau (es) : Gaston
- Bárbara García (VFB : Delphine Moriau) : Valentina
- Gabriela Groppa (VFB : Nathalie Stas) : Lupe
- Juan Facundo Díaz : Galgo
- Federico Di Iorio (VFB : Emmanuel Dekoninck) : Fede
- Darío Duka (VFB : David Manet) : Guido
- Eliana González : Toya
- Noelia Castaño : Dolores
- Misha Arobelidze : Mariano

Version francophone
- Société de doublage : Système Cappella [Belgique]
- Directeur artistique : Lionel Bourguet & Myriam Thyrion
- Adaptation : Cécile Favre

## Diffusion internationale
Après sa diffusion en Argentine, elle est ensuite diffusée mondialement sur Telefe Internacional, la version internationale de Telefe, notamment sous le titre FM 2004: The Freedom of Music. Elle est également diffusée en Israël, de 2005 à 2006, par Nickelodeon.